# Lali Gonzalez
Graciela Belén González Mendoza (Assunção, 27 de dezembro de 1986) conhecida como Lali González, é uma atriz paraguaia de cinema, teatro e televisão, reconhecida por interpretar o personagem de "Liz" no multipremiado filme paraguaio 7 Caixas.

## Inícios
Lali tem treinamento teatral. Fez aulas de teatro e se formou na Escola de Teatro "El Estudio", no ano de 2010. Nesse mesmo ano se formou advogada na Universidade Católica de Assunção.

## Carreira

### Televisão
Lali fez o seu primeiro trabalho significativo no segundo capítulo do unitário de televisão A Herança de Caín (2010), do diretor Agustín Núñez.

### Cinema
Em 2010 interpretou a personagem "Liz" no filme paraguaio 7 Cajas, nominado na XXVII Edição dos Prêmios Goya na categoria «Melhor Filme Estrangeiro de Língua Espanhola». O filme tem participado em mais de 25 festivais internacionais e estreado em diversos países do mundo.
Desde 2012, Lali não parou de trabalhar na tela grande. Desempenhou o papel de "Irma" no filme paraguaio-argentino Lectura segun Justino, do diretor paraguaio Arnaldo André, e estrelou assim com os reconhecidos atores argentinos Julieta Cardinali e Mike Amigorena.
Iniciou seu trabalho no cinema latino-americano após ser convocada para trabalhar na Argentina, Colômbia, Brasil e Honduras. Em 2013 trabalhou com o director argentino Daniel Gagliano no filme argentino El hijo buscado, e compartilhou cenas com o reconhecido ator argentino Rafael Ferro. Em novembro do mesmo ano fez parte do elenco do filme colombiano Estrategia de una venganza, do director Carlos Varela.
Em 2014 fez parte do elenco dos filmes paraguaios: Lua de cigarras com direção de Jorge Díaz de Bedoya, e de Mangoré, junto ao reconhecido ator mexicano Damián Alcázar, com direção do chileno Luis Vera .
Em outubro de 2014 foi Jurado na categoria "Filme de ficção" do Primeiro Festival de Cinema das Três Fronteiras em Misiones, Argentina, representando o Paraguai.

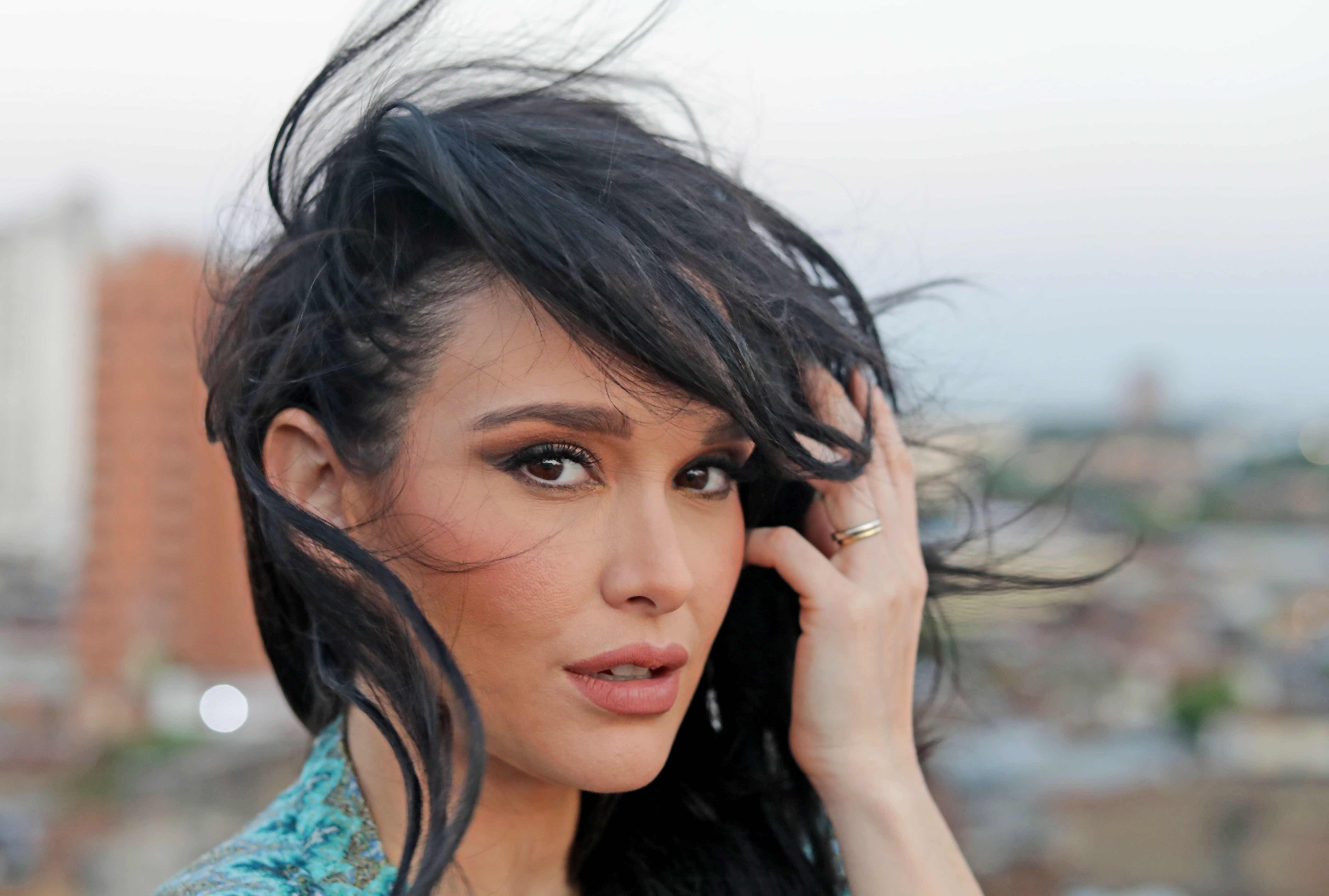
Lali González em 2018

Em 2015 foi convocada para fazer parte do filme hondurenho Un lugar en el Caribe, do diretor Juan Carlos Fanconi, com aos atores Gastón Pauls, Gabriela da Garza, José Zúñiga e Rodrigo Guirao Díaz.
Seus trabalhos mais recentes incluem a produção argentina El jugador (2016), estrelando junto com os atores argentinos Pablo Rago e Alejandro Awada. Com este filme, Lali se tornou a primeira atriz paraguaia no sitio Netflix, desde que o filme foi adicionado ao catálogo de Latinoamérica em julho de 2018. Outro trabalho foi La redención (2018), do diretor paraguaio Herib Godoy. O filme combina o estilo das "road movies" com cenas da Guerra do Chaco, e Lali interpreta a jovem "Marlene", quem acompanha o avô para descobrir histórias das batalhas em que ele participou.
Em 2018 interpreta a protagonista Dolores em Gracias Gauchito, filme paraguaio-argentino do diretor argentino Cristian Jure previsto para estrear em novembro de 2018. Também começou a gravar cenas do filme argentino Los que vuelven, da diretora Laura Casabé.

### Teatro
No campo teatral, Lali se destaca como atriz e produtora em as peças de sucesso Recién casados (2013), Rostros sagrados (2013-2014 e 2016) e Verídicas (2017), um trabalho que nasceu após uma série de vídeos feitos pela atriz na internet. Lali também comformou o elenco paraguaio da conhecida Toc Toc, estreada no Paraguai em 2014.

## Filantropia
Lali González é Embaixadora Oficial no Paraguai das Aldeias Infantis SOS.

## Cinema
| Ano  | Título                 | País               | Personagem   | Diretor                               | Anotações                |
| ---- | ---------------------- | ------------------ | ------------ | ------------------------------------- | ------------------------ |
| 2012 | 7 Caixas               | Paraguai           | Liz          | Juan Carlos Maneglia e Tana Schémbori | Nominado Prêmios Goya    |
| 2013 | Lectura segun Justino  | Paraguai Argentina | Irma         | Arnaldo André                         | Nominado Prêmios Platino |
| 2013 | El hijo buscado        | Argentina          | Cristina     | Daniel Gagliano                       |                          |
| 2014 | Lua de cigarras        | Paraguai           | Mabel        | Jorge Díaz de Bedoya                  |                          |
| 2015 | Mangoré                | Paraguai           | Isabel       | Luis R. Vera                          |                          |
| 2016 | Estrategia de venganza | Colômbia           | A Pequena La | Carlos Varela                         |                          |
| 2016 | El jugador             | Argentina          | Paulina      | Dan Gueller                           |                          |
| 2017 | Um lugar no Caribe     | Honduras           | Sofía        | Juan Carlos Fanconi                   |                          |
| 2018 | La redencion           | Paraguai           | Marlene      | Herib Godoy                           |                          |
| 2018 | Gracias Gauchito       | Paraguai Argentina | Dolores      | Cristian Jure                         | Post-produção            |
| 2018 | Los que vuelven        | Argentina          | Kerana       | Laura Casabé                          | Em gravação              |

## Teatro
| Ano         | Obra                                                      |
| ----------- | --------------------------------------------------------- |
| 2007 e 2008 | Justo Balbuena juez                                       |
| 2008        | Entre los infinitos puntos de un segmento                 |
| 2009        | Ladrillos                                                 |
| 2010        | La llaga                                                  |
| 2011        | El solterón                                               |
| 2011        | La parada de Nelson Silva (Nelson de Santaní)             |
| 2012        | La única rubia soy yo de Nelson Silva (Nelson de Santaní) |
| 2013        | La joda es bella                                          |
| 2013        | Rostros sagrados                                          |
| 2013        | Recién casados de Hugo Luis Robles                        |
| 2014        | Rostros sagrados, festival de maldad                      |
| 2014        | Toc Toc de Pablo Ardissone                                |
| 2015        | Las viudas de Hugo Luis Robles                            |
| 2016        | Miss rostros sagrados                                     |
| 2017        | Veridicas                                                 |

## Outros trabalhos
| Ano  | Título                          | Trabalho              | Notas                                     |
| ---- | ------------------------------- | --------------------- | ----------------------------------------- |
| 2010 | Hoy no puedo, tengo un entierro | Personagem secundária | Curta-metragem dirigida por Agustin Nuñez |
| 2010 | La herencia de Caín             | Personagem principal  | Unitário de TV de Agustin Nuñez           |
| 2014 | Talento de Barrio, El concierto | Assistente de direção | DVD ao vivo                               |
| 2016 | Escape perfecto                 | Condutora             | Programa de TV                            |
| 2017 | Mucho gusto Paraguay            | Condutora             | Programa de TV                            |
| 2018 | Si tu quieres                   | Roteirista e diretora | Clipe do cantor paraguaio Acho Laterza    |